# Moissey
Moissey és un municipi francès situat al departament del Jura i a la regió de Borgonya - Franc Comtat. L'any 2007 tenia 561 habitants.

## Demografia

### Població
El 2007 la població de fet de Moissey era de 561 persones. Hi havia 249 famílies de les quals 98 eren unipersonals (37 homes vivint sols i 61 dones vivint soles), 61 parelles sense fills, 74 parelles amb fills i 16 famílies monoparentals amb fills.
La població ha evolucionat segons el següent gràfic:
Habitants censats

### Habitatges
El 2007 hi havia 281 habitatges, 250 eren l'habitatge principal de la família, 17 eren segones residències i 14 estaven desocupats. 191 eren cases i 35 eren apartaments. Dels 250 habitatges principals, 141 estaven ocupats pels seus propietaris, 98 estaven llogats i ocupats pels llogaters i 10 estaven cedits a títol gratuït; 48 tenien una cambra, 8 en tenien dues, 34 en tenien tres, 60 en tenien quatre i 99 en tenien cinc o més. 153 habitatges disposaven pel capbaix d'una plaça de pàrquing. A 88 habitatges hi havia un automòbil i a 97 n'hi havia dos o més.

### Piràmide de població
La piràmide de població per edats i sexe el 2009 era:
| Homes | Edats   | Dones |
| ----- | ------- | ----- |
| 0     | 95 o +  | 8     |
| 0     | 90 a 94 | 12    |
| 16    | 85 a 89 | 4     |
| 0     | 80 a 84 | 8     |
| 8     | 75 a 79 | 12    |
| 12    | 70 a 74 | 20    |
| 8     | 65 a 69 | 20    |
| 16    | 60 a 64 | 4     |
| 4     | 55 a 59 | 4     |
| 0     | 50 a 54 | 12    |
| 16    | 45 a 49 | 8     |
| 12    | 40 a 44 | 4     |
| 36    | 35 a 39 | 24    |
| 28    | 30 a 34 | 24    |
| 12    | 25 a 29 | 20    |
| 20    | 20 a 24 | 16    |
| 24    | 15 a 19 | 8     |
| 12    | 10 a 14 | 8     |
| 12    | 5 a 9   | 8     |
| 36    | 0 a 4   | 28    |

## Economia
El 2007 la població en edat de treballar era de 328 persones, 244 eren actives i 84 eren inactives. De les 244 persones actives 224 estaven ocupades (129 homes i 95 dones) i 20 estaven aturades (9 homes i 11 dones). De les 84 persones inactives 35 estaven jubilades, 29 estaven estudiant i 20 estaven classificades com a «altres inactius».

### Ingressos
El 2009 a Moissey hi havia 258 unitats fiscals que integraven 583 persones, la mediana anual d'ingressos fiscals per persona era de 16.195 €.

### Activitats econòmiques
Dels 37 establiments que hi havia el 2007, 1 era d'una empresa extractiva, 1 d'una empresa alimentària, 2 d'empreses de fabricació d'altres productes industrials, 4 d'empreses de construcció, 6 d'empreses de comerç i reparació d'automòbils, 4 d'empreses de transport, 1 d'una empresa d'hostatgeria i restauració, 2 d'empreses immobiliàries, 3 d'empreses de serveis, 8 d'entitats de l'administració pública i 5 d'empreses classificades com a «altres activitats de serveis».
Dels 8 establiments de servei als particulars que hi havia el 2009, 1 era una gendarmeria, 1 oficina de correu, 1 taller de reparació d'automòbils i de material agrícola, 1 paleta, 1 electricista, 2 perruqueries i 1 restaurant.
Dels 2 establiments comercials que hi havia el 2009, 1 era una botiga de més de 120 m² i 1 una botiga de menys de 120 m².
L'any 2000 a Moissey hi havia 5 explotacions agrícoles.

## Equipaments sanitaris i escolars
L'únic equipament sanitari que hi havia el 2009 era una farmàcia.
El 2009 hi havia una escola elemental integrada dins d'un grup escolar amb les comunes properes formant una escola dispersa.

## Poblacions més properes
El següent diagrama mostra les poblacions més properes.